# Vollkommene Zahl
Eine natürliche Zahl {\displaystyle n} wird vollkommene Zahl (auch perfekte Zahl) genannt, wenn sie gleich der Summe {\displaystyle \sigma ^{*}(n)} aller ihrer (positiven) Teiler außer sich selbst ist. Eine äquivalente Definition lautet: Eine vollkommene Zahl {\displaystyle n} ist eine Zahl, die halb so groß ist wie die Summe aller ihrer positiven Teiler (sie selbst eingeschlossen), d. h. {\displaystyle \sigma (n)=2n}. Die kleinsten drei vollkommenen Zahlen sind 6, 28 und 496. Beispiel: Die positiven Teiler von 28 sind 1, 2, 4, 7, 14, 28 und es gilt {\displaystyle 1+2+4+7+14=28.} Alle bekannten vollkommenen Zahlen sind gerade und von Mersenne-Primzahlen abgeleitet. Es ist unbekannt, ob es auch ungerade vollkommene Zahlen gibt. Schon in der griechischen Antike waren vollkommene Zahlen bekannt, ihre wichtigsten Eigenschaften wurden in den Elementen des Euklid behandelt. Alle geraden vollkommenen Zahlen enden auf 6 oder 8. Vollkommene Zahlen waren oft Gegenstand zahlenmystischer und numerologischer Deutungen.

## Gerade vollkommene Zahlen
Die Teilersumme {\displaystyle \sigma ^{*}(j)} einer Zahl {\displaystyle j} ist notwendigerweise kleiner als, größer als oder gleich {\displaystyle j}. Im ersten Fall ist {\displaystyle j} defizient, im zweiten Fall abundant und im dritten Fall vollkommen. Im Gegensatz zu defizienten und abundanten Zahlen sind vollkommene Zahlen sehr selten. Bereits Euklid stellte fest, dass sich die ersten vier vollkommenen Zahlen aus dem Term
{\displaystyle 2^{k-1}(2^{k}-1)}
durch Belegen von {\displaystyle k} mit geeigneten Zahlen ergeben:
- Für {\displaystyle k=2}: {\displaystyle 2^{1}(2^{2}-1)=6=1+2+3}
- Für {\displaystyle k=3}: {\displaystyle 2^{2}(2^{3}-1)=28=1+2+4+7+14}
- Für {\displaystyle k=5}: {\displaystyle 2^{4}(2^{5}-1)=496=1+2+4+8+16+31+62+124+248}
- Für {\displaystyle k=7}: {\displaystyle 2^{6}(2^{7}-1)=8128=1+2+4+8+16+32+64+127+254+508+1016+2032+4064}.

| {\displaystyle k} | {\displaystyle 2^{k-1}(2^{k}-1)}                                                                       |
| ----------------- | --- |
| 2                 | 6 |
| 3                 | 28 |
| 5                 | 496 |
| 7                 | 8.128                                                                                                  |
| 13                | 33.550.336                                                                                             |
| 17                | 8.589.869.056                                                                                          |
| 19                | 137.438.691.328                                                                                        |
| 31                | 2.305.843.008.139.952.128                                                                              |
| 61                | 2.658.455.991.569.831.744.654.692.615.953.842.176                                                      |
| 89                | 191.561.942.608.236.107.294.793.378.084.303.638.130.997.321.548.169.216                                |
| 107               | 13.164.036.458.569.648.337.239.753.460.458.722.910.223.472.318.386.943.117.783.728.128                 |
| 127               | 14.474.011.154.664.524.427.946.373.126.085.988.481.573.677.491.474.835.889.066.354.349.131.199.152.128 |

Euklid bewies, dass {\displaystyle 2^{k-1}(2^{k}-1)} immer dann eine vollkommene Zahl ist, wenn {\displaystyle M_{k}=2^{k}-1} eine Primzahl ist. Dies sind die sogenannten Mersenne-Primzahlen. Fast 2000 Jahre später konnte Leonhard Euler beweisen, dass auf diese Weise alle geraden vollkommenen Zahlen {\displaystyle n} erzeugt werden können: Gerade vollkommene Zahlen und Mersenne-Primzahlen sind einander umkehrbar eindeutig zugeordnet.
Bis zum Oktober 2024 waren 52 Mersenne-Primzahlen bekannt; und zwar für folgende Exponenten {\displaystyle k}: 
2, 3, 5, 7, 13, 17, 19, 31, 61, 89, 107, 127, 521, 607, 1.279, 2.203, 2.281, 3.217, 4.253, 4.423, 9.689, 9.941, 11.213, 19.937, 21.701, 23.209, 44.497, 86.243, 110.503, 132.049, 216.091, 756.839, 859.433, 1.257.787, 1.398.269, 2.976.221, 3.021.377, 6.972.593, 13.466.917, 20.996.011, 24.036.583, 25.964.951, 30.402.457, 32.582.657, 37.156.667, 42.643.801, 43.112.609, 57.885.161, 74.207.281, 77.232.917, 82.589.933, 136.279.841. (Folge A000043 in OEIS)

## Klassische Probleme
- Offen ist, ob es unendlich viele vollkommene Zahlen gibt.
- Offen ist, ob es unendlich viele gerade vollkommene Zahlen gibt. Diese Frage deckt sich mit der Frage, ob es unendlich viele Mersenne-Primzahlen gibt.
- Offen ist, ob es überhaupt eine ungerade vollkommene Zahl gibt. Falls eine solche Zahl existiert, hat sie folgende Eigenschaften:[4][5][6]
  - Sie ist größer als {\displaystyle 10^{1500}}.[7]
  - Sie hat die Form {\displaystyle 12k+1} oder {\displaystyle 36k+9} mit einer natürlichen Zahl {\displaystyle k}. (Satz von Jacques Touchard).[8][9]
  - Sie besitzt mindestens 9 verschiedene Primteiler (Nielsen).[10]
  - Sie besitzt mindestens 12 verschiedene Primteiler, wenn sie nicht durch 3 teilbar ist (Nielsen).[10]
  - Ist {\displaystyle A} die Anzahl ihrer verschiedenen Primteiler und {\displaystyle p_{1}} der kleinste von ihnen, so gilt {\displaystyle p_{1}<{\tfrac {2A}{3}}\!+\!2} (Satz von Otto Grün).
  - Sie ist kleiner als {\displaystyle 4^{4^{A}}}, wobei {\displaystyle A} die Anzahl ihrer verschiedenen Primteiler ist (Satz von D. R. Heath-Brown).
    - Sie ist sogar kleiner als {\displaystyle 2^{4^{A}}} (Nielsen).[10]

  - Sollte sie kleiner als {\displaystyle 10^{9118}} sein, dann ist sie durch {\displaystyle p^{6}} teilbar mit einer Primzahl {\displaystyle p}, die größer als {\displaystyle 10^{500}} ist.
  - Sie ist keine Quadratzahl.
  - Ihr größter Primteiler ist größer als {\displaystyle 10^{8}} (Goto & Ohno).[10]
  - Ihr zweitgrößter Primteiler ist größer als {\displaystyle 10^{4}} (Iannucci).[10]
  - Ihr drittgrößter Primteiler ist größer als {\displaystyle 100} (Iannucci).[10]

## Weitere Eigenschaften der vollkommenen Zahlen

### Summe der reziproken Teiler
Die Summe der Kehrwerte aller Teiler einer vollkommenen Zahl {\displaystyle n} (einschließlich der Zahl selbst) ergibt 2:
{\displaystyle \sum _{k\mid n}{\frac {1}{k}}=\sum _{k\mid n}{\frac {k}{n}}={\frac {1}{n}}\sigma (n)={\frac {2n}{n}}=2}
Beispiel:
Für {\displaystyle n=6} gilt: {\displaystyle {\frac {1}{1}}+{\frac {1}{2}}+{\frac {1}{3}}+{\frac {1}{6}}={\frac {12}{6}}=2}

### Darstellung von Eaton (1995, 1996)
Jede gerade vollkommene Zahl n > 6 hat die Darstellung
{\displaystyle n=1+{\frac {9}{2}}k(k+1)} mit {\displaystyle k=8j+2} und einer nichtnegativen ganzen Zahl {\displaystyle j}.
Umgekehrt erhält man nicht zu jeder natürlichen Zahl {\displaystyle j} eine vollkommene Zahl.
Beispiele:
{\displaystyle j=0} ergibt {\displaystyle k=2} und {\displaystyle n=28} (vollkommen).
{\displaystyle j=1} ergibt {\displaystyle k=10} und {\displaystyle n=496} (vollkommen).
{\displaystyle j=2} ergibt {\displaystyle k=18} und {\displaystyle n=1540} (nicht vollkommen).

### Summe der Kuben der ersten ungeraden natürlichen Zahlen
Mit Ausnahme von 6 lässt sich jede gerade vollkommene Zahl {\displaystyle n} darstellen als
{\displaystyle n=\sum _{k=1}^{2^{\frac {p-1}{2}}}~(2k-1)^{3},}
wobei {\displaystyle p} der Exponent der Mersenne-Primzahl aus der Darstellung {\displaystyle n=2^{p-1}(2^{p}-1)} ist.
Beispiele:
{\displaystyle 28=1^{3}+3^{3}}
{\displaystyle 496=1^{3}+3^{3}+5^{3}+7^{3}}
Bemerkung:

Für jedes {\displaystyle m\in \mathbb {N} } und {\displaystyle q=m^{2}} gilt:
{\displaystyle \sum _{k=1}^{m}(2k-1)^{3}=2m^{4}-m^{2}=q\cdot (2q-1)} (Summenformel ungerader Kubikzahlen).
Insbesondere trifft das auch für alle Zweierpotenzen {\displaystyle m=2^{r}} und {\displaystyle q=(2^{2})^{r}} mit {\displaystyle r\in \mathbb {N} } zu:
{\displaystyle \sum _{k=1}^{2^{r}}(2k-1)^{3}=2\,(2^{r})^{4}-(2^{r})^{2}=(2^{2})^{r}\,(2\cdot (2^{2})^{r}-1)}
Mit ungeradem {\displaystyle p} kann man {\displaystyle r={\frac {p-1}{2}}} substituieren:
{\displaystyle \sum _{k=1}^{2^{\frac {p-1}{2}}}(2k-1)^{3}=2\,(2^{\frac {p-1}{2}})^{4}-(2^{\frac {p-1}{2}})^{2}=(2^{2})^{\frac {p-1}{2}}\,(2\cdot (2^{2})^{\frac {p-1}{2}}-1)=2^{p-1}\,(2\cdot 2^{p-1}-1)}
{\displaystyle \sum _{k=1}^{2^{\frac {p-1}{2}}}(2k-1)^{3}=2^{p-1}\,(2^{p}-1)}
Die Darstellung als Summe von Kubikzahlen ist eine Eigenschaft, die nur sehr mittelbar etwas mit vollkommenen Zahlen
{\displaystyle n=2^{p-1}(2^{p}-1)=6,28,496,8128,33550336,\dotsc } mit p = 2, 3, 5, 7, 13, …
zu tun hat (erst nach dem Entfernen der ersten vollkommenen Zahl n(p=2)=6 und unter der Annahme, dass es keine ungeradzahligen vollkommenen Zahlen gibt), sondern eine Eigenschaft der Zahlenreihe
{\displaystyle n^{*}=2m^{4}-m^{2}=0,1,28,153,496,1225,2556,4753,8128,13041,\dotsc }
ist. Wir sehen auch, warum sie für die erste vollkommene Zahl nicht gelten kann ({\displaystyle p=2} ist nicht ungerade und daher {\displaystyle r} nicht ganzzahlig).

Diese Gleichung wird übrigens für Zahlen {\displaystyle n^{*}<10^{50}} neben acht vollkommenen Zahlen von insgesamt 2.659.147.948.473 Zahlen erfüllt.

### Summe der ersten natürlichen Zahlen
Jede gerade vollkommene Zahl {\displaystyle n} lässt sich darstellen als
{\displaystyle n=1+2+3+\dots +m=\sum _{i=1}^{m}i={\frac {m(m+1)}{2}}}
wobei {\displaystyle m=2^{k}-1=M_{k}} die zugehörige Mersenne-Primzahl ist. Jede gerade vollkommene Zahl ist daher auch eine Dreieckszahl.
Beispiele:
{\displaystyle 6=1+2+3={\frac {3\cdot 4}{2}}}
{\displaystyle 28=1+2+3+4+5+6+7={\frac {7\cdot 8}{2}}}
{\displaystyle 496=1+2+3+4+5+\dotsb +31={\frac {31\cdot 32}{2}}}
{\displaystyle 8128=1+2+3+4+5+\dotsb +127={\frac {127\cdot 128}{2}}}

### Eine weitere Darstellung
Jede gerade vollkommene Zahl {\displaystyle n} lässt sich mit einer geeigneten natürlichen Zahl {\displaystyle k} darstellen als
{\displaystyle n={\binom {2^{k}}{2}}.}

### Binärsystem
Eine gerade vollkommene Zahl erscheint im Dualsystem als charakteristische Folge von Einsen und Nullen.
Aufgrund ihrer Form {\displaystyle \left(2^{p+1}-1\right)\cdot 2^{p}} stellt sie sich im Zahlensystem zur Basis 2 als Folge von {\displaystyle p+1} Einsen und {\displaystyle p} Nullen dar:
{\displaystyle 6=110_{2}}
{\displaystyle 28=11100_{2}}
{\displaystyle 496=111110000_{2}}
{\displaystyle 8128=1111111000000_{2}}
{\displaystyle 33550336=1111111111111000000000000_{2}}

### Quaternärsystem
Eine gerade vollkommene Zahl {\displaystyle n>6} erscheint im Quaternärsystem als charakteristische Folge von Dreien und Nullen.
Aufgrund ihrer Form {\displaystyle \left(2^{2r+1}-1\right)\cdot 2^{2r}} stellt sie sich im Zahlensystem zur Basis 4 als Folge von {\displaystyle 1} Eins, {\displaystyle r} Dreien und {\displaystyle r} Nullen dar:
{\displaystyle 28=130_{4}}
{\displaystyle 496=13300_{4}}
{\displaystyle 8128=1333000_{4}}
{\displaystyle 33550336=1333333000000_{4}}

## Verallgemeinerung der vollkommenen Zahlen
Eine {\displaystyle k}-vollkommene Zahl ist eine Zahl, deren Summe ihrer positiven Teiler, die kleiner als die Zahl selbst sind, das {\displaystyle k}-Fache der Zahl selbst ergibt. Die vollkommenen Zahlen sind dann genau die {\displaystyle 1}-vollkommenen Zahlen. Alle {\displaystyle k}-vollkommenen Zahlen mit {\displaystyle k\geq 2} sind trivialerweise abundante Zahlen.
Beispiel:
120 besitzt als positive Teiler <120 die Zahlen 1, 2, 3, 4, 5, 6, 8, 10, 12, 15, 20, 24, 30, 40, und 60. Die Summe dieser Zahlen ergibt {\displaystyle 240=2\cdot 120}, womit 120 eine {\displaystyle 2}-vollkommene Zahl ist.

## Verwandtschaft mit anderen Zahlenklassen

### Abundante und defiziente Zahlen
Abundante Zahlen sind solche natürliche Zahlen {\displaystyle n}, bei denen die Summe der echten Teiler {\displaystyle \sigma ^{*}(n)} größer als die Zahl selbst ist. Defiziente Zahlen sind solche natürliche Zahlen, bei denen diese Summe kleiner als die Zahl selbst ist.
Die kleinste abundante Zahl ist die 12. Als Teilersumme ergibt sich {\displaystyle 1+2+3+4+6=16}. Die abundanten Zahlen bis 100 sind die folgenden:
12, 18, 20, 24, 30, 36, 40, 42, 48, 54, 56, 60, 66, 70, 72, 78, 80, 84, 88, 90, 96, 100, … (Folge A005101 in OEIS)
Die defizienten Zahlen sind fast alle anderen:
1, 2, 3, 4, 5, 7, 8, 9, 10, 11, 13, 14, 15, 16, 17, 19, 21, 22, 23, 25, 26, 27, 29, 31, 32, 33, 34, 35, 37, 38, 39, … (Folge A005100 in OEIS)
Ist eine Zahl weder abundant noch defizient, so ist sie eine vollkommene Zahl.

### Befreundete und gesellige Zahlen
Zwei verschiedene natürliche Zahlen, bei denen die Summe der echten Teiler {\displaystyle \sigma ^{*}} der ersten Zahl die zweite und die der zweiten Zahl die erste ist, nennt man ein befreundetes Zahlenpaar. Die kleinere von ihnen ist abundant und die größere ist defizient.
Beispiel:
{\displaystyle 220=\sigma ^{*}(284)} und {\displaystyle 284=\sigma ^{*}(220)} bilden das kleinste Paar befreundeter Zahlen.
Werden mehr als zwei natürliche Zahlen benötigt, um auf diese Weise wieder zur Ausgangszahl zurückzukommen, spricht man von geselligen Zahlen (engl. sociable numbers).
Beispiel für 5 gesellige Zahlen:
12.496, 14.288, 15.472, 14.536, 14.264

### Pseudovollkommene Zahlen
Eine natürliche Zahl {\displaystyle n} heißt pseudovollkommen, wenn sie sich als Summe einiger verschiedener echter Teiler darstellen lässt.
Beispiel:
{\displaystyle 20=1+4+5+10} ist pseudovollkommen, aber nicht vollkommen, weil der Teiler 2 in der Summendarstellung fehlt.
Alle pseudovollkommenen Zahlen sind entweder vollkommen oder abundant.
Eine echte Teilmenge der pseudovollkommenen Zahlen bilden die primär pseudovollkommenen Zahlen: Sei {\displaystyle n} eine zusammengesetzte Zahl und {\displaystyle P} die Menge der Primteiler von {\displaystyle n}. Die Zahl {\displaystyle n} heißt primär pseudovollkommen, wenn gilt:
{\displaystyle n=1+\sum _{p\in P}{\frac {n}{p}}}
Äquivalent dazu ist die folgende Charakterisierung: Eine zusammengesetzte Zahl {\displaystyle n} mit der Menge der Primteiler {\displaystyle P} ist genau dann primär pseudovollkommen, wenn gilt: {\displaystyle \sum _{p\in P}{\frac {1}{p}}+\prod _{p\in P}{\frac {1}{p}}=1}. Daran zeigt sich die enge Beziehung der primär pseudovollkommenen Zahlen zu den Giuga-Zahlen, die durch {\displaystyle \sum _{p\in P}{\frac {1}{p}}-\prod _{p\in P}{\frac {1}{p}}\in \mathbb {N} } charakterisiert sind.
Die kleinsten bekannten primär pseudovollkommenen Zahlen sind (Folge A054377 in OEIS):
- 2 = 2
- 6 = 2 × 3
- 42 = 2 × 3 × 7
- 1806 = 2 × 3 × 7 × 43
- 47.058 = 2 × 3 × 11 × 23 × 31
- 2.214.502.422 = 2 × 3 × 11 × 23 × 31 × 47.059
- 52.495.396.602 = 2 × 3 × 11 × 17 × 101 × 149 × 3109
- 8.490.421.583.559.688.410.706.771.261.086 = 2 × 3 × 11 × 23 × 31 × 47.059 × 2.217.342.227 × 1.729.101.023.519

Es ist unbekannt, ob es unendlich viele primär pseudovollkommenen Zahlen gibt oder ob es ungerade primäre pseudoperfekte Zahlen gibt. (A054377)
Eigenschaften der primär pseudovollkommenen Zahlen:
- Alle primär pseudovollkommenen Zahlen sind quadratfrei.
- Die Zahl 6 ist die einzige primär pseudovollkommene Zahl, die zugleich vollkommen ist. Alle anderen primär pseudovollkommenen Zahlen sind abundant.
- Es existieren nur endlich viele primär pseudovollkommenen Zahlen mit einer vorgegebenen Anzahl von Primfaktoren.
- Es ist nicht bekannt, ob es unendlich viele primär pseudovollkommene Zahlen gibt.

### Weird Numbers oder merkwürdige Zahlen
Eine natürliche Zahl {\displaystyle n} heißt weird (zu deutsch „merkwürdig“), wenn sie abundant, aber nicht pseudovollkommen ist. Sie lässt sich also nicht als Summe einiger ihrer echten Teiler darstellen, obwohl die Gesamtsumme ihrer echten Teiler die Zahl {\displaystyle n} übersteigt.
Beispiel:
Die Zahl 70 ist die kleinste merkwürdige Zahl. Sie kann nicht als Summe von Zahlen aus der Teilermenge {\displaystyle \{1,2,5,7,10,14,35\}} geschrieben werden. Die nächsten merkwürdigen Zahlen sind 836, 4030, 5830, 7192, 7912, 9272, 10430. (Folge A006037 in OEIS)
Eigenschaften:
- Es existieren unendlich viele merkwürdige Zahlen.
- Alle bekannten merkwürdigen Zahlen sind gerade. Es ist unbekannt, ob eine ungerade merkwürdige Zahl existiert.

### Erhabene Zahlen
Sind sowohl die Teileranzahl als auch die Summe der Teiler einer natürlichen Zahl {\displaystyle n} vollkommene Zahlen, dann bezeichnet man {\displaystyle n} als erhaben. Zur Zeit (2010) sind nur zwei erhabene Zahlen bekannt: die 12 und eine Zahl mit 76 Stellen (Folge A081357 in OEIS).

### Quasivollkommene Zahlen
Quasivollkommene Zahlen (englisch quasiperfect numbers) ergeben sich als naheliegende Modifikation der vollkommenen Zahlen. Dazu nimmt man statt der ganzen Teilermenge einer natürlichen Zahl {\displaystyle n} nur die nichttrivialen Teiler, also alle Teiler außer {\displaystyle 1} und {\displaystyle n} selbst, und fordert, dass deren Summe gleich der Zahl {\displaystyle n} sei. Ein {\displaystyle n\in \mathbb {N} } ist demgemäß genau dann quasivollkommen, wenn die Gleichung
{\displaystyle \sigma (n)=2n+1}
erfüllt ist.
Bislang (Stand: 2006) ist keine quasivollkommene Zahl bekannt. Man hat lediglich eine Reihe von notwendigen Bedingungen gefunden, denen jede quasivollkommene Zahl zu genügen hat, so etwa:
- {\displaystyle n>10^{35}.}
- {\displaystyle n} hat mindestens 7 verschiedene Primfaktoren.
- Für einen beliebigen Teiler {\displaystyle r} der Teilersumme {\displaystyle \sigma (n)} gilt stets die Kongruenzbeziehung {\displaystyle r\equiv 1{\pmod {8}}} oder {\displaystyle r\equiv 3{\pmod {8}}}.

### Superperfekte Zahlen
Wenn man von der Teilersumme einer natürlichen Zahl {\displaystyle n} erneut die Teilersumme bildet und diese zweite Teilersumme doppelt so groß ist wie {\displaystyle n}, also {\displaystyle \sigma (\sigma (n))=2\cdot n} gilt, dann nennt man {\displaystyle n} eine superperfekte Zahl (Folge A019279 in OEIS).
Beispiele
- Die Zahl 2 hat die Teilersumme {\displaystyle 1+2=3}, 3 die Teilersumme {\displaystyle 1+3=4}. Wegen {\displaystyle 4=2\cdot 2} ist 2 superperfekt.
- Die vollkommene Zahl 6 hat die Teilersumme {\displaystyle 1+2+3+6=12}, 12 die Teilersumme {\displaystyle 1+2+3+4+6+12=28}. Daher ist 6 nicht superperfekt.

## Vollkommene Zahlen in Spätantike und Mittelalter

### Boëthius
Die arithmetischen Eigenschaften vollkommener Zahlen und zuweilen auch ihre arithmologische Deutung gehören in der Spätantike zum arithmetischen Lehrstoff und werden durch Boëthius in dessen Institutio arithmetica, die ihrerseits weitgehend auf Nikomachos von Gerasa beruht, an das lateinische Mittelalter weitergegeben. Seiner griechischen Vorlage folgend behandelt Boëthius die vollkommenen Zahlen (numeri perfecti secundum partium aggregationem) als eine Unterart der geraden Zahlen (numeri pares) und erläutert ihr auf Euklid zurückgehendes Berechnungsprinzip in der Weise, dass die Glieder in der Reihe der gerad-geraden Zahlen (numeri pariter pares: 2n) miteinander zu addieren sind, bis ihre Summe eine Primzahl ergibt: multipliziert man diese Primzahl mit dem zuletzt addierten Reihenglied, so ergibt sich eine vollkommene Zahl. Boëthius führt diese Berechnungsweise in den einzelnen Schritten vor für die ersten drei vollkommenen Zahlen 6, 28 und 496 und erwähnt auch noch die vierte vollkommene Zahl 8128. Auf diesen Befund stützt sich bei Boëthius auch die ergänzende Beobachtung zur Gesetzmäßigkeit der vollkommenen Zahlen, dass sie in jeder Dekade (Zehnerpotenz) genau einmal aufträten und hierbei in den „Einern“ jeweils auf 6 oder 8 endeten. Die Darlegungen von Boëthius bildeten in den folgenden Jahrhunderten die Summe des arithmetischen Wissens über die vollkommenen Zahlen, die in den Traktaten De arithmetica, in Enzyklopädien wie den Etymologiae Isidors und anderen didaktischen Werken mehr oder minder vollständig, aber ohne wesentliche Ergänzungen weitergereicht wurde, bis mit der Entdeckung der fünften vollkommenen Zahl (33550336) im 15. Jahrhundert erkannt wurde, dass die Annahme über die regelmäßige Verteilung auf die 'Dekaden' unzutreffend ist.
Während Boëthius bei der Behandlung anderer Zahlenarten weitgehend auf den arithmetischen Lehrstoff beschränkt bleibt, bieten ihm die vollkommenen Zahlen Anlass auch für weitergehende, ethische Betrachtungen, bei denen sie den abundanten (plus quam perfecti, auch superflui oder abundantes genannt) und den defizitären Zahlen (inperfecti, auch deminuti oder indigentes genannt) gegenübergestellt werden: Während diese beiden Letzteren Zahlenarten den menschlichen Lastern gleichen, weil sie genau wie diese sehr verbreitet sind und sich keiner bestimmten Ordnung unterwerfen, verhalten sich die vollkommene Zahlen wie die Tugend, indem sie das rechte Maß, die Mitte zwischen Übermaß und Mangel, bewahren, äußerst selten anzutreffen sind und sich einer festen Ordnung unterwerfen. Boëthius deutet zugleich auch eine ästhetische Bevorzugung der vollkommenen Zahlen an, wenn er die abundanten mit Monstren aus der Mythologie wie dem dreiköpfigen Geryon vergleicht, während er die defizienten mit Missgestalten vergleicht, die, wie die einäugigen Zyklopen, durch ein zu wenig an natürlichen Körperteilen charakterisiert sind. Bei diesen Vergleichen, die Boëthius bereits aus seiner griechischen Vorlage übernimmt, steht im Hintergrund die Vorstellung, dass eine Zahl einen aus Gliedern (partes) zusammengesetzten Körper besitzt, sodass nur bei den vollkommenen Zahlen die Glieder der Zahl in einem ausgewogenen Verhältnis zu ihrem Körper stehen.

### Bibelexegese
Ihre eigentliche Bedeutung für die mittelalterliche Tradition entfalteten die vollkommenen Zahlen in der Bibelexegese, wo die Auslegung der sechs Schöpfungstage, an denen Gott die Werke seiner Schöpfung vollendete („consummavit“ in der Vetus Latina, „perfecit“ in der Vulgata des Hieronymus) den Ausgangspunkt bildete, um zwischen der arithmetischen Vollkommenheit der Sechszahl und der Vollkommenheit des göttlichen Schöpfungswerkes eine Verbindung herzustellen. Die Sechszahl wurde in dieser Tradition geradezu ein Paradebeispiel für die Illustrierung der Auffassung, dass die göttliche Schöpfung nach Maß, Zahl und Gewicht geordnet ist. Maßgebend für die lateinische Welt wurde hierbei Augustinus, der seinerseits Ansätze von Vorgängern aus der alexandrinischen Exegese weiterentwickelte. Augustinus hat sich in seinen exegetischen und homiletischen Werken sehr häufig zur Vollkommenheit der Sechszahl geäußert, am ausführlichsten in seinem Kommentar De genesi ad litteram, wo er nicht nur den arithmetischen Sachverhalt erläutert und die theologische Frage erörtert, ob Gott die Sechszahl wegen ihrer Vollkommenheit wählte oder ihr erst durch seine Wahl diese Vollkommenheit verlieh, sondern zusätzlich auch an den Schöpfungswerken demonstriert, dass die Erfüllung der Sechszahl durch ihre Teile (partes) 1, 2 und 3 sich auch an der Beschaffenheit der Schöpfungswerke widerspiegelt und einem latenten ordo der Schöpfung entspricht:
- Der erste Schöpfungstag mit der Erschaffung des Lichts, die für Augustinus zugleich die Erschaffung der himmlischen Intelligenzen impliziert, steht als ein Tag für sich allein.
- Auf ihn folgen die zwei Tage, an denen das Weltgebäude, die fabrica mundi, geschaffen wurde: und zwar am zweiten Schöpfungstag zunächst deren oberer Bereich, das Firmament des Himmels, und am dritten Schöpfungstag der untere Bereich, das trockene Land und das Meer.
- Die letzten drei Tage bilden erneut eine Gruppe für sich, da an ihnen diejenigen Geschöpfe geschaffen wurden, die sich in dieser fabrica mundi bewegen und sie bevölkern und zieren sollten: am vierten Tag zunächst wieder im oberen Bereich die Himmelskörper, Sonne, Mond und Sterne, am fünften Tag dann im unteren Bereich die Tiere des Wassers und der Luft, und am sechsten Tag schließlich die Tiere des Landes und als vollkommenstes Werk zuletzt der Mensch.

Die Vollkommenheit der Sechszahl, die Augustinus zugleich auch als Dreieckszahl anspricht, ergibt sich durch diese sachliche Deutung gleich in zweifacher Weise: einerseits in der Aufeinanderfolge der {\displaystyle 1+2+3} Tage, andererseits aber auch dadurch, dass das Werk des ersten Tages keinem besonderen oberen oder unteren Bereich zugeordnet ist (hier symbolisiert durch Buchstabe A), die Werke der folgenden Tage dagegen jeweils entweder dem oberen (B) oder dem unteren (C) Bereich angehören, sodass sich auch insofern wieder eine vollkommene Ordnung von 1, 2 und 3 Tagen mit der Verteilung {\displaystyle A+BC+BCC} ergibt.
Meist nicht mit dieser detaillierten Deutung des latenten ordo, aber zumindest in der allgemeinen Deutung als arithmetischer numerus perfectus wurde dieses Verständnis des Sechstagewerks zum Gemeingut der mittelalterlichen Exegese und zum Ausgangspunkt für die Deutung auch nahezu aller anderen Vorkommensweisen der Sechszahl in der Bibel und Heilsgeschichte – so unter anderem in der Deutung der aus den Schöpfungstagen abgeleiteten sechs Weltalter (Adam, Noah, Abraham, David, babylonische Gefangenschaft, Christus), die ihrerseits als zwei „vor dem Gesetz“ (ante legem), als drei „unter dem Gesetz“ (sub lege) und als ein Zeitalter der Gnade (sub gratia) gedeutet wurden, in der Deutung der sechs Lebensalter des Menschen und in der Deutung der Karwoche – in der sich am sechsten Tag ab der sechsten Stunde die Passion Christi erfüllt – und vieler anderer biblischer und außerbiblischer Senare mehr.

### Dichtung
Hieran knüpften auch mittelalterliche Dichter zuweilen an, indem sie das arithmetische Verständnis in seiner bibelexegetischen inhaltlichen Prägung für den Aufbau ihrer Werke zugrunde legten. So hat Alkuin ein metrisches Gedicht in sechs Strophen zu sechs Versen an Gundrada, eine Verwandte Karls des Großen, verfasst und in einer beigefügten Prosaerklärung erläutert, dass er die Sechszahl gewählt habe, um so auch die moralische perfectio der Empfängerin zu befördern:

„Hoc carmen tibi cecini senario numero nobili, qui numerus perfectus est in partibus suis, te optans esse perfectum in sensibus tuis. Cuius numeri rationem, sicut et aliorum, sapientissimus imperator tuae perfacile ostendere potest sagacitati.“

„Dieses Gedicht habe ich dir in der edlen Sechszahl gesungen, die vollkommen ist in ihren Teilen, weil ich wünsche, dass du vollkommen seiest in deinen Sinnen. Was es mit dieser wie auch mit anderen Zahlen auf sich hat, wird der allerweiseste Kaiser deinem lernbegierigen Verstande mit Leichtigkeit darlegen können.“

Alkuins Schüler Hrabanus Maurus hat nicht nur auf ähnliche Weise in mehreren kürzeren Gedichten solche Beziehungen zur perfectio der Sechszahl hergestellt, sondern auch in seinem poetischen Hauptwerk, dem Liber de laudibus sanctae crucis, den Gesamtaufbau an der perfectio der 28 ausgerichtet. Dieses Werk besteht aus 28 Figurengedichten (carmina figurata), denen jeweils eine Prosaerklärung und im zweiten Buch eine Paraphrase in Prosa beigefügt ist. Die Figurengedichte selber sind in Hexametern von innerhalb des Gedichtes jeweils gleicher Buchstabenzahl verfasst und werden in den Handschriften ohne Wortabstände geschrieben, sodass der metrische Text jeweils als rechteckiger Block erscheint. Innerhalb dieses Blocks sind dann einzelne Buchstaben farblich und durch Umkreisungen hervorgehoben, die sich ihrerseits wieder zu neuen Texten, sogenannten versus intexti, zusammensetzen lassen. In der Prosaerklärung zur 28. und letzten dieser Figuren weist Hrabanus dann auch auf die Gründe für seine Wahl der Zahl 28 hin:

„Continet autem totus liber iste viginti octo figuras metricas cum sequente sua prosa (…): qui numerus intra centenarium suis partibus perfectus est, ideo juxta hujus summam opus consummare volui, qui illam formam in eo cantavi quae consummatrix et perfectio rerum est.“

„Es enthält aber das gesamte Buch 28 metrische Figuren mit ihrer jeweils nachfolgenden Prosa (…): Diese Zahl ist im Bereich der Hundert diejenige, die durch ihre Teile erfüllt wird, und darum habe ich in dieser Summe auch dieses Werk vollenden wollen, der ich darin jene Form (d. h. das Kreuz Christi) besungen habe, die die Vollendung und Erfüllung aller Dinge ist.“

Wie in moderner Zeit Burkhard Taeger (1972) entdeckt hat, greift das arithmetische Verständnis der Zahl auch noch tiefer in die formale Struktur des Werkes ein. Denn unterteilt man die 28 Figurengedichte nach der Anzahl ihrer Buchstaben pro Vers, so ergibt sich eine Gruppierung von 1, 2, 4, 7 und 14 Gedichten, sodass sich auch in der Binnenstruktur des Werkes die vollkommene Erfüllung der 28 durch ihre partes widerspiegelt.
Belege für poetische Adaptionen des zugrundeliegenden Zahlenverständnisses lassen sich auch im späteren Mittelalter finden, und auch in der bildenden Kunst, wo man in der Regel ohne erklärende Zusätze zum Aufbau der Werke auskommen muss, kann man vermuten, dass etwa die 28 Fresken Giottos über das Leben des Hl. Franziskus in der Oberen Basilika von Assisi durch ihre Zahl die Vollkommenheit des Heiligen und die Christusähnlichkeit seines Lebens besiegeln wollen.